# Bevrijdingsplein (Ede)

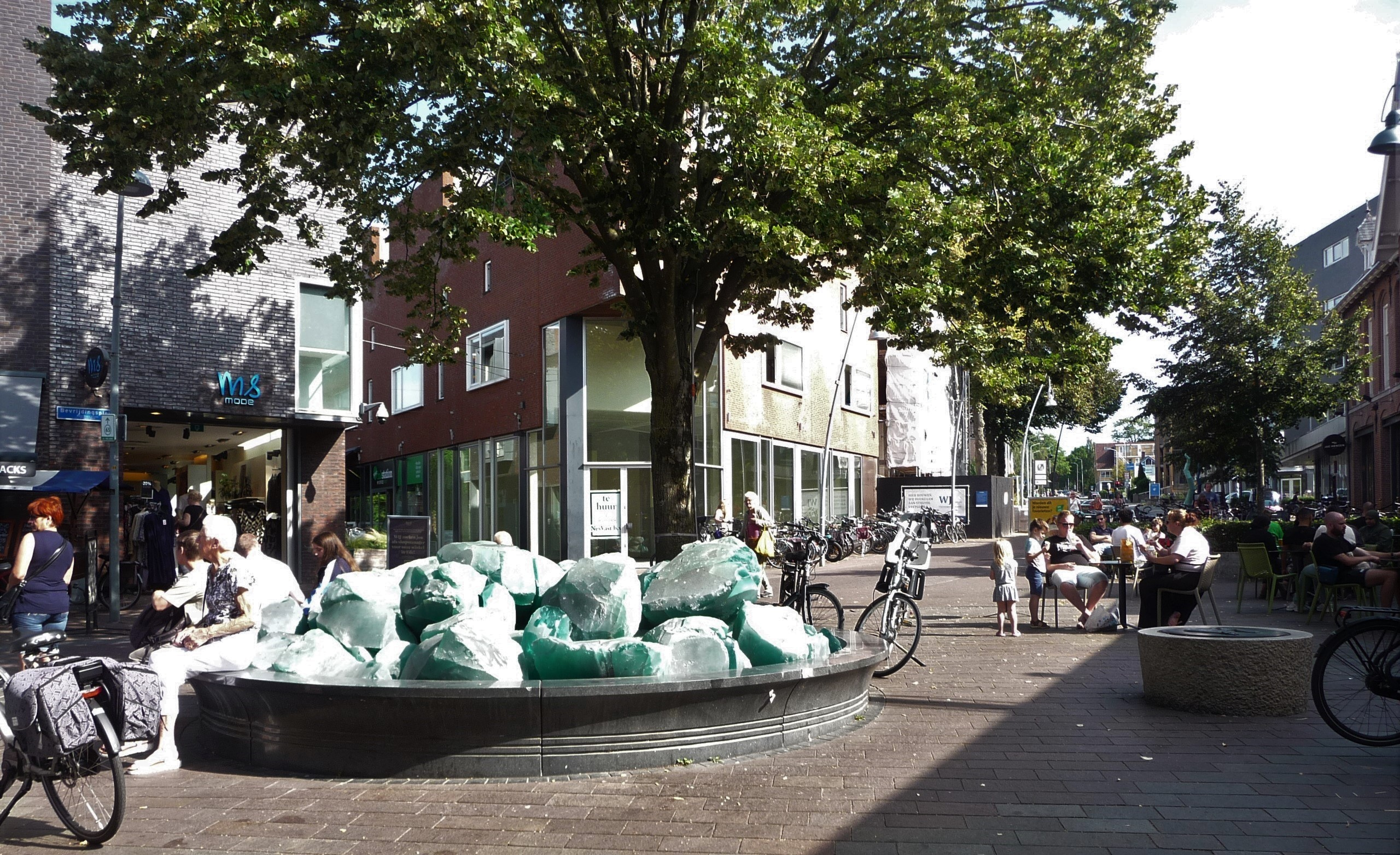
Bevrijdingsplein in Ede

Het Bevrijdingsplein is een plein in het centrum van de Gelderse plaats Ede, ten noordoosten van station Ede Centrum.

## Achtergrond
De naam verwijst naar de bevrijding van Ede op 17 april 1945 aan het einde van de Tweede Wereldoorlog. Het plein markeert de plaats waar de opmars van de 49e Britse Infanterie Divisie, ondersteund door de Canadese Calgary en Ontario tankbataljons, ten einde kwam.

## Plaquettes
In de straat zijn drie plaquettes aangebracht in de vorm van een esdoornblad (een verwijzing naar de vlag van Canada) met de teksten:
ALLIED FORCES
BEVRIJDING EDE
17 APRIL 1945

## On The Rocks
Het waterkunstwerk On The Rocks, van kunstenares Marry Overtoom, bevindt zich eveneens op het Bevrijdingsplein. Het stelt een met ijs gevulde champagnekoeler voor. Onder het kunstwerk wordt water verneveld en 's avonds is het kunstwerk verlicht. Champagne staat symbool voor het bevrijdingsfeest, maar het ijs verwijst ook naar de ijsbeer in het logo van de zogenaamde Polar Bear Division.
Het is op 16 april 2005 onthuld door de Edese wethouder Jonker en de toenmalige staatssecretaris van Defensie, Cees van der Knaap (sinds 2008 burgemeester van Ede).

## We'll meet again
Rondom het kunstwerk is in een ellipsvormige baan de tekst te lezen uit het lied We'll Meet Again van Ross Parker en Hughie Charles, dat bekend is geworden in de vertolking door Vera Lynn.

## Afbeeldingen

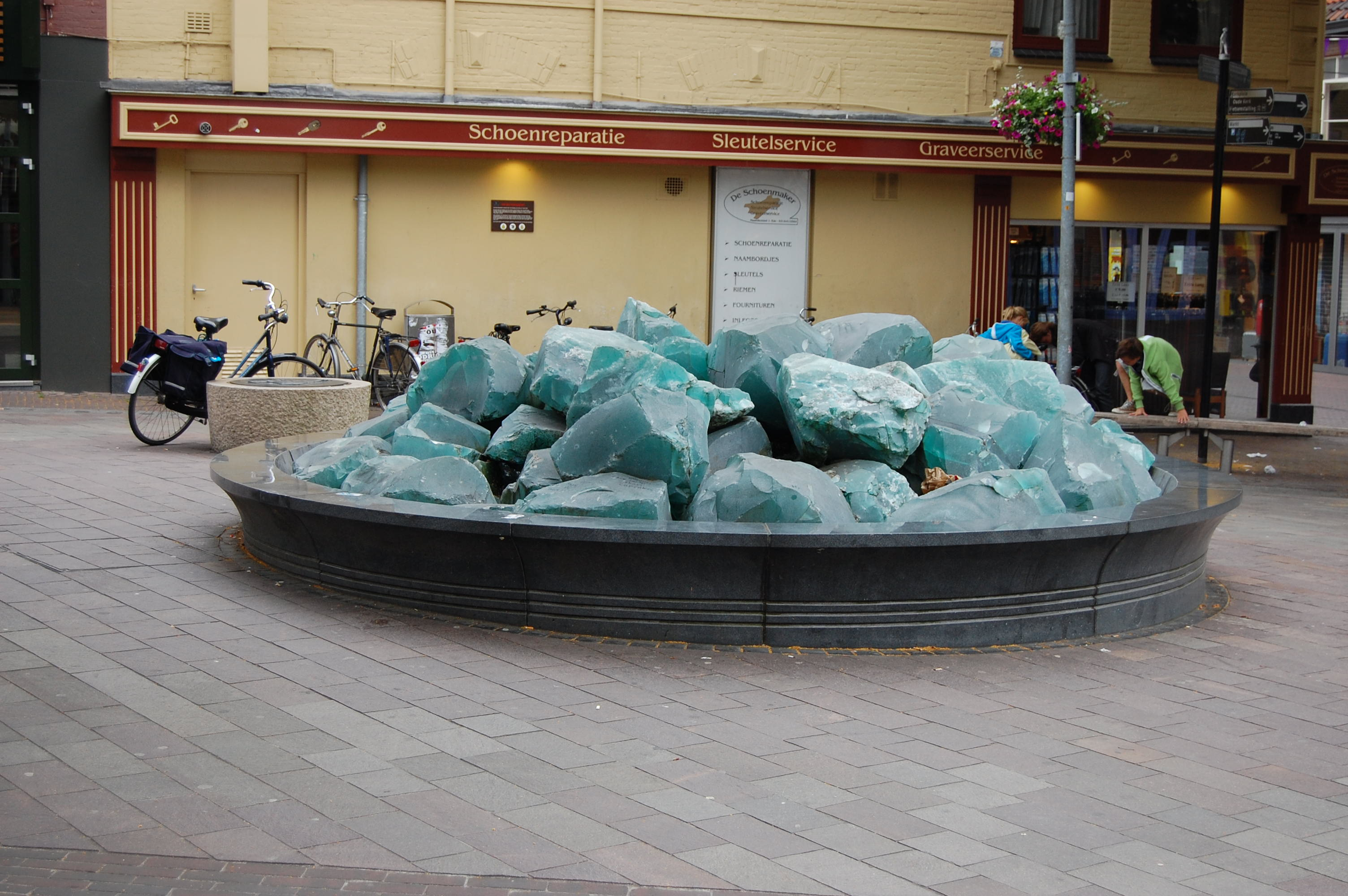
On The Rocks
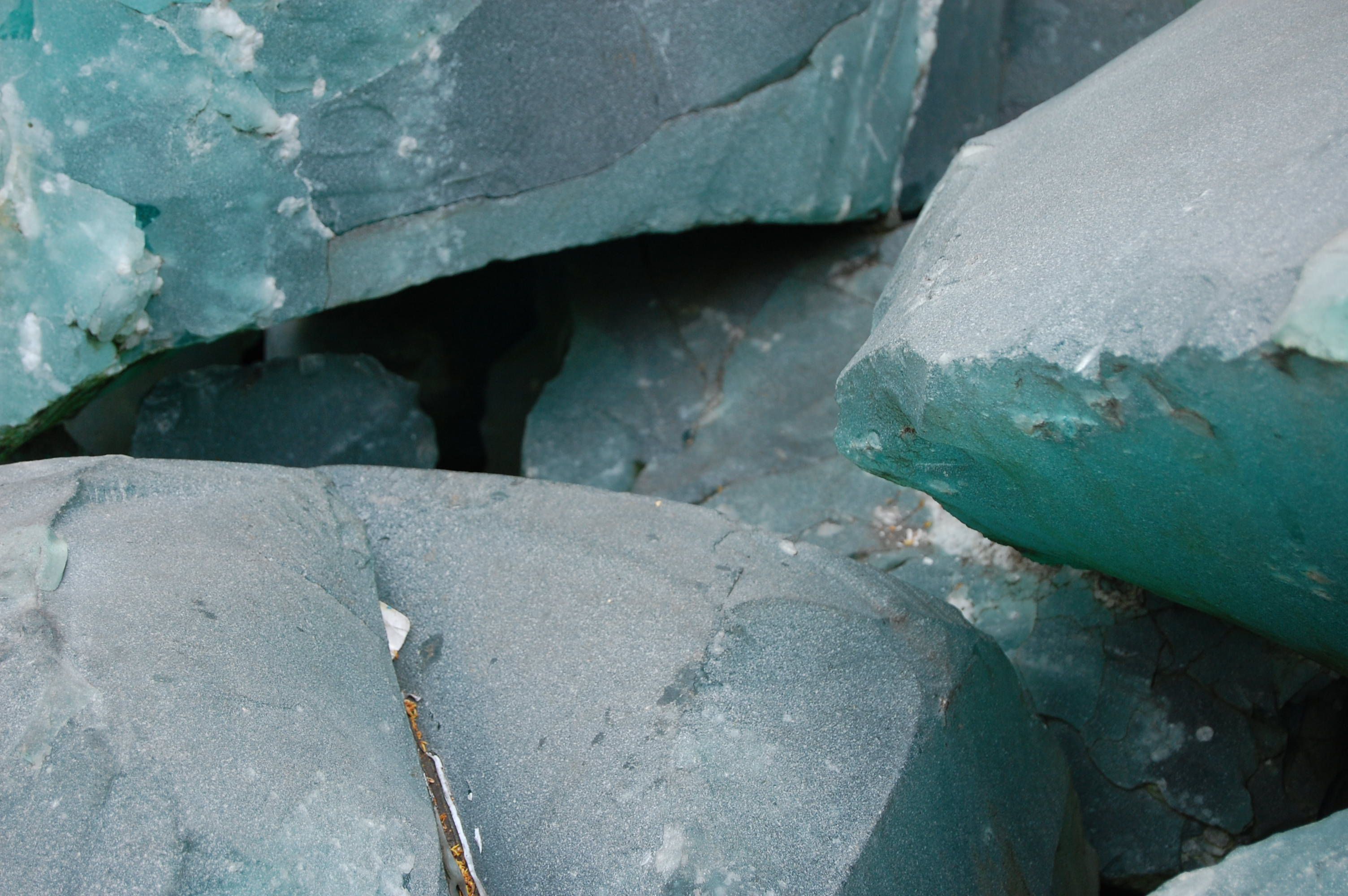
On The Rocks, detail
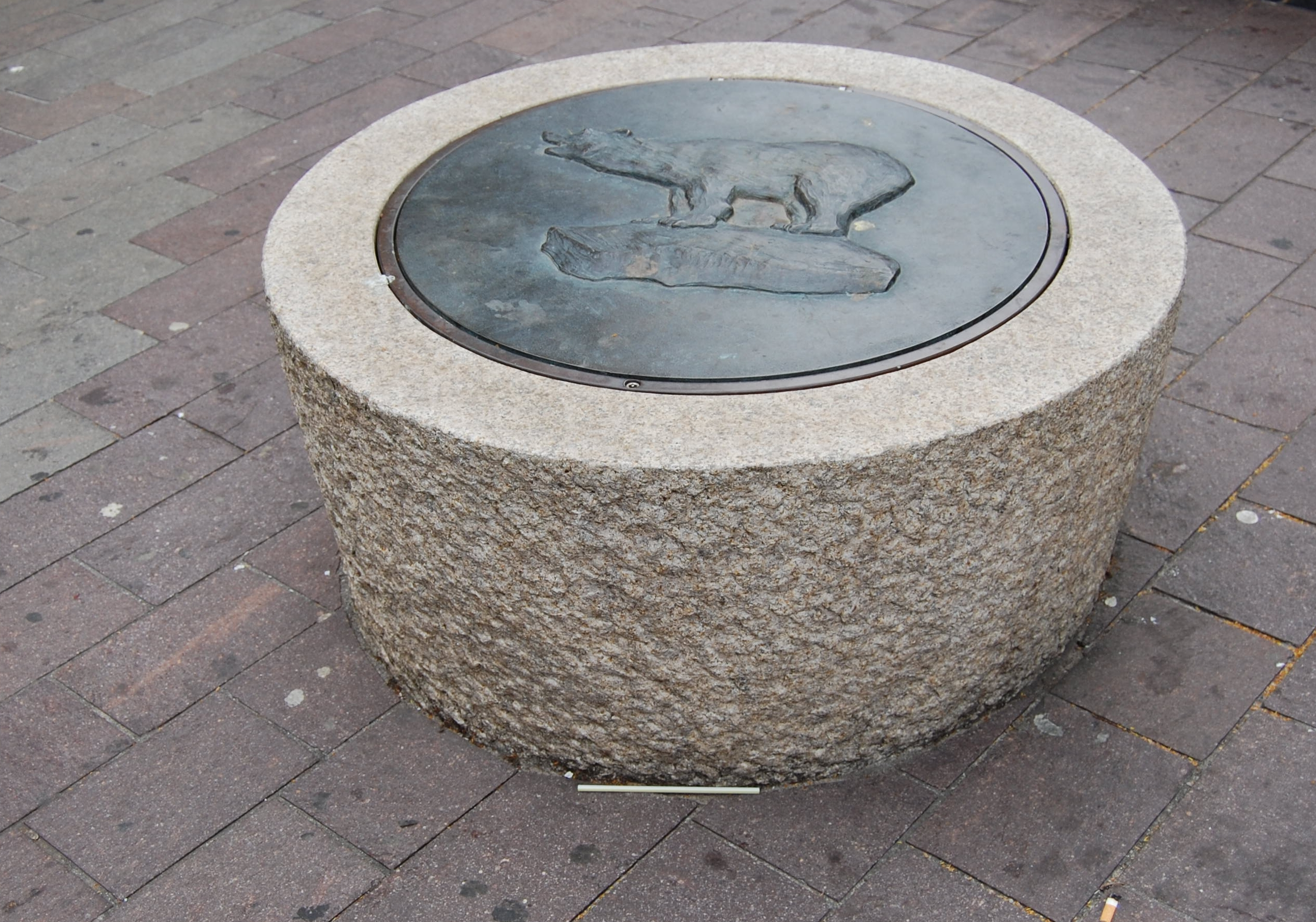
Kurk
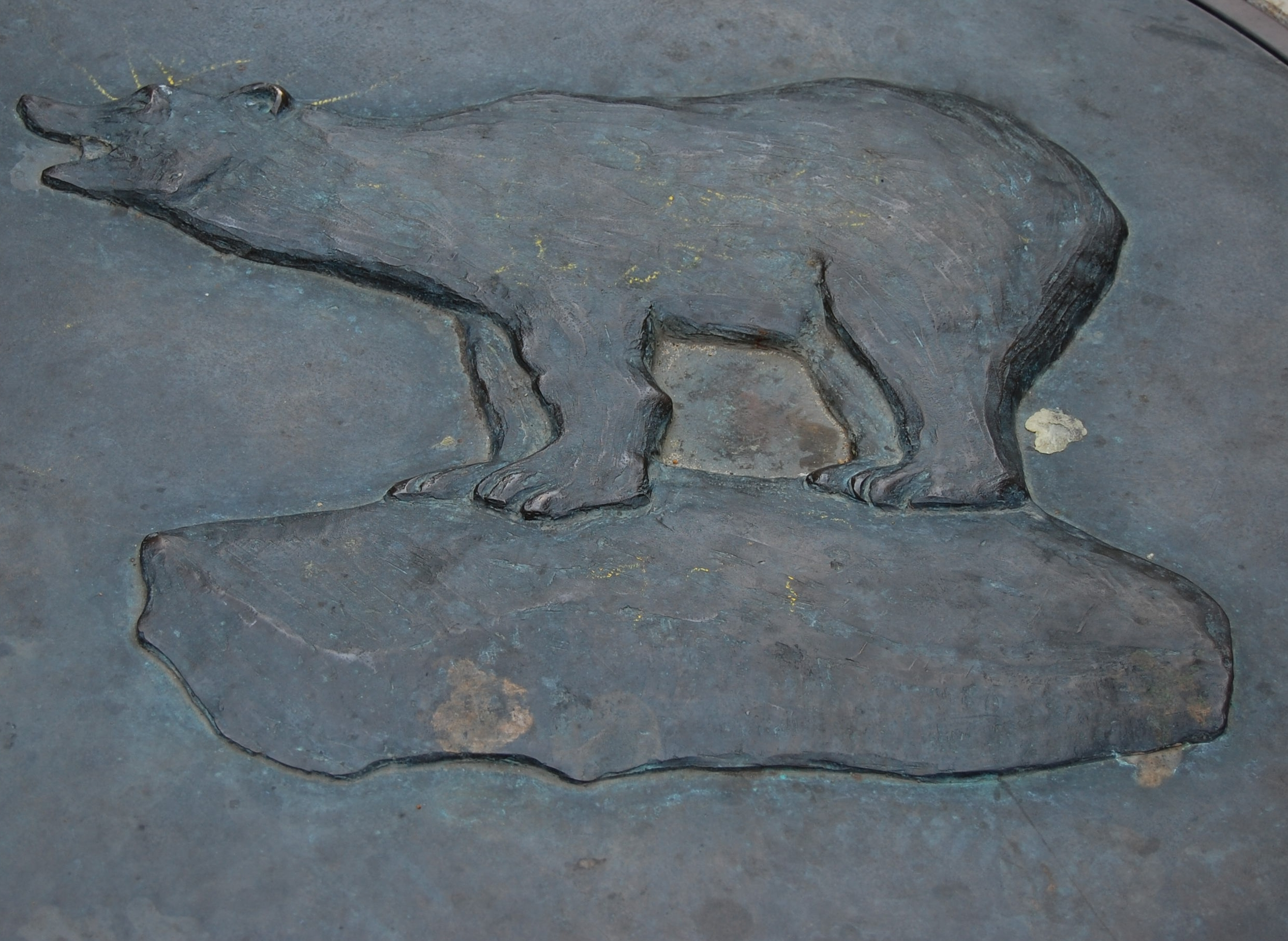
Detail kurk
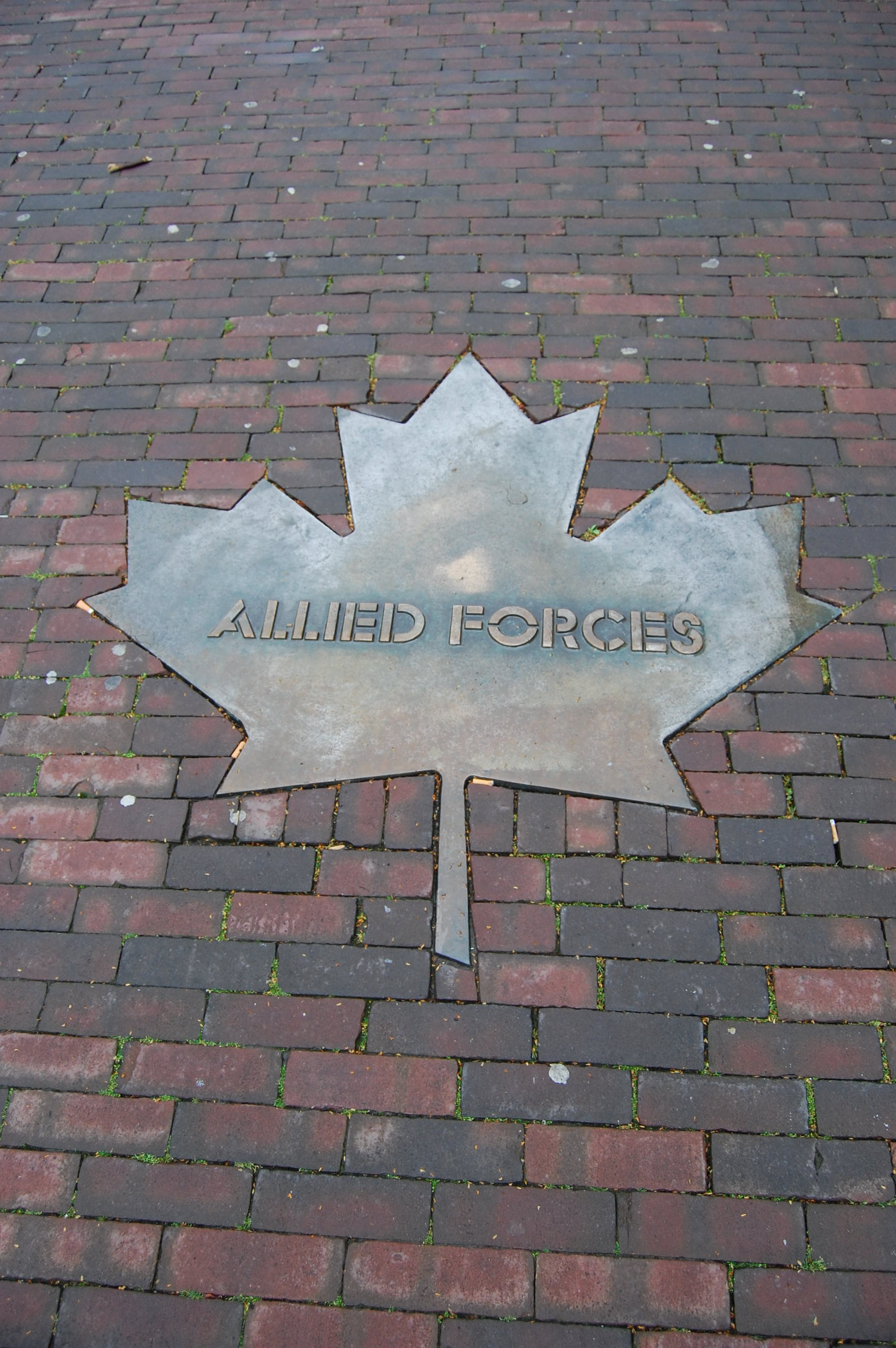
1 leaf
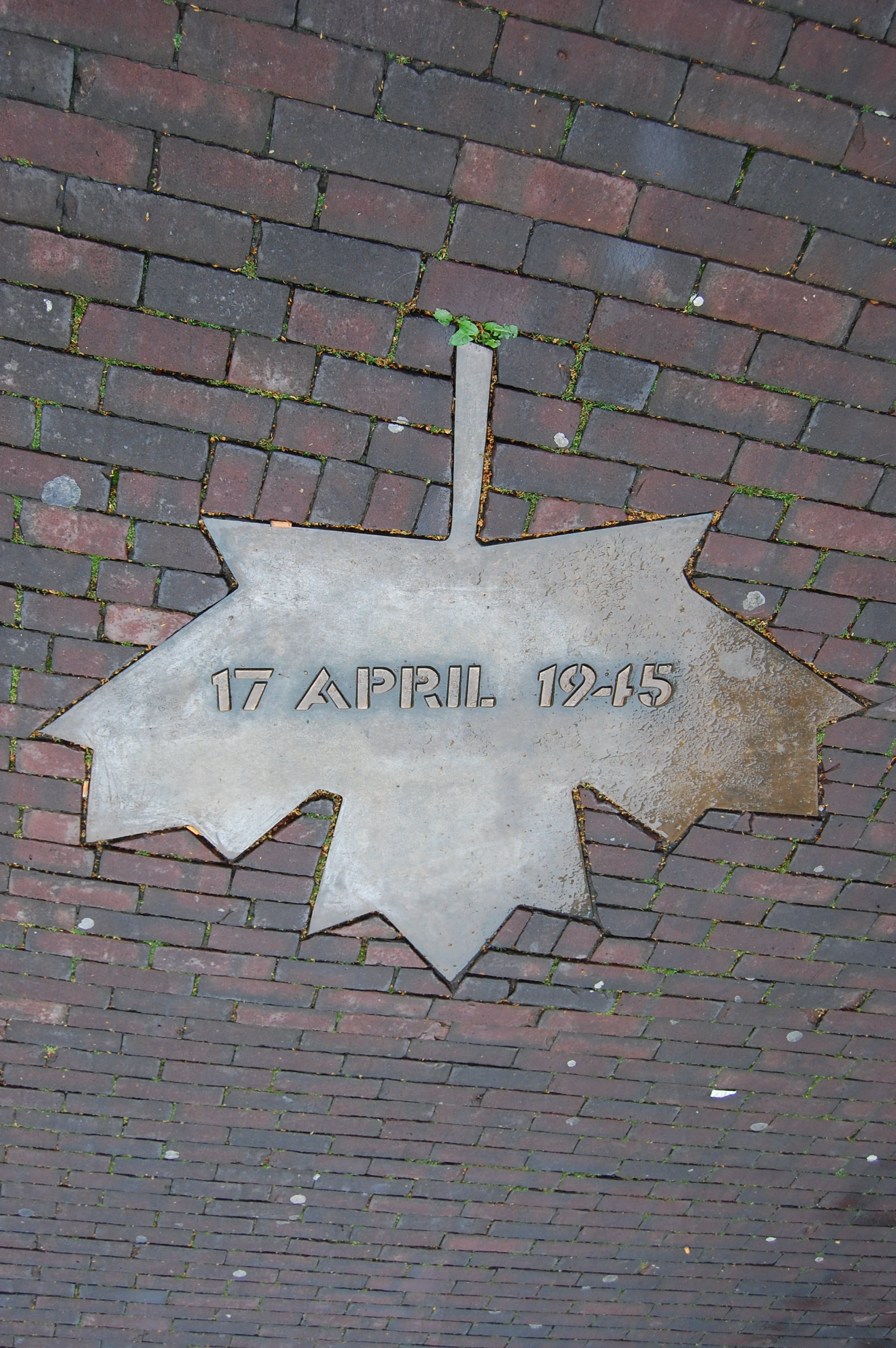
1 leaf